# Aeronautica della Sardegna - ASAR
Gestiva la Sardegna, con quartier generale a Cagliari. L'ordine di battaglia al 10 giugno del 1940 agli ordini del Gen. D.A. Ottorino Vespignani era:
- 3º Gruppo Autonomo Caccia (3º Gruppo caccia terrestre)[1], 7 Fiat C.R.32 e 18 Fiat C.R.42 Falco al comando del capitano pilota Giorgio Tugnoli (Aeroporto di Monserrato)
  - 153ª Squadriglia
  - 154ª Squadriglia
  - 155ª Squadriglia
- 19º Gruppo Autonomo Combattimento (XIX Gruppo), Breda Ba.88 (Aeroporto di Alghero-Fertilia)
  - 100ª Squadriglia
  - 101ª Squadriglia
  - 102ª Squadriglia
- 124ª Squadriglia Osservazione Aerea, IMAM Ro.37 (Aeroporto di Cagliari-Elmas)
- 10ª Brigata Aerea “Marte” (Cagliari-Elmas)
  - 8º Stormo Bombardamento Terrestre (Villacidro)
    - 27º Gruppo o (ex XXVII Gruppo), Savoia-Marchetti S.M.79 (Villacidro)
      - 18ª Squadriglia
      - 52ª Squadriglia

    - 28º Gruppo (ex XXVIII Gruppo), Savoia-Marchetti S.M.79 (Villacidro)
      - 10ª Squadriglia
      - 19ª Squadriglia

  - 31º Stormo Bombardamento Marittimo[2] (Cagliari-Elmas)
    - 93º Gruppo, CANT Z.506 (Cagliari-Elmas)
      - 196ª Squadriglia
      - 197ª Squadriglia

    - 94º Gruppo, CANT Z.506 (Cagliari-Elmas)
      - 198ª Squadriglia
      - 199ª Squadriglia

  -  32º Stormo Bombardamento Terrestre (Aeroporto di Decimomannu)
    - 38º Gruppo, Savoia-Marchetti S.M.79 (Decimomannu)
      - 49ª Squadriglia
      - 50ª Squadriglia

    - 89º Gruppo, Savoia-Marchetti S.M.79 (Decimomannu)
      - 228ª Squadriglia
      - 229ª Squadriglia

  - 613ª Squadriglia Autonoma Soccorso Aereo (Cagliari-Elmas, 5 Savoia-Marchetti S.66)

Dal gennaio 1942 all'aprile 1943 era comandata da Aldo Urbani futuro Capo di stato maggiore dell'Aeronautica Militare.
L'ordine di battaglia all'8 settembre 1943 al comando del Gen. D.A. Umberto Cappa era:
- 121º Gruppo Bombardamento a Tuffo (Chilivani)
  - 206ª Squadriglia (4 Ju 87 D)
  - 216ª Squadriglia (3 JU 87 D)
- 264ª Squadriglia/88º Gruppo Bombardamento Terrestre (Aeroporto di Alghero-Fertilia, 1 CANT Z.1007 TER)
- 51º Stormo Caccia Terrestre (Milis)
  - 155º Gruppo (Sa Zeppara)
    - 351ª Squadriglia (Sa Zeppara, 4 M.C.205)
    - 360ª Squadriglia (Sa Zeppara, 4 M.C. 205)
    - 378ª Squadriglia (Milis, 4 M.C.202)

  - 160º Gruppo Caccia Terrestre (Aeroporto di Olbia-Venafiorita)
    - 375ª Squadriglia (5 Re.2001)
    - 393ª Squadriglia (4 Re.2001, 1 G.50)
    - 394ª Squadriglia (3 Re.2001, 2 C.R.42)